# Аугсбург-Хохфельд
Хохфельд — район города Аугсбурга (Германия). В Хохфельде проживает около 9200 жителей, он является IX районом города.

## Местоположение

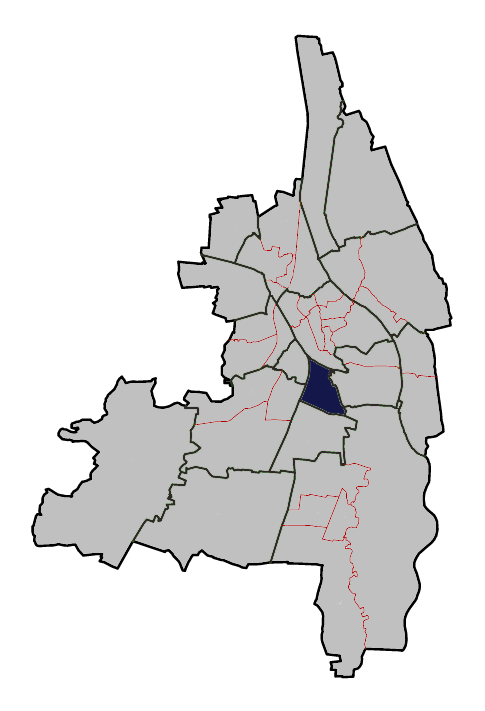

Хохфельд расположен в южной части Аугсбурга, на севере он ограничен железнодорожной линией Аугсбург-Мюнхен и районом имени Бисмарка (Bismarckviertel), на востоке он примыкает к ландшафтному парку Зибентишанлаген на ручье Брунненбах, а на западе граничит с железнодорожной линией Аугсбург — Линдау. Messe Augsburg[прояснить] расположен в университетском квартале к югу от Хохфельда. Южную границу образуют Фирнхаберштрассе и Вернер-фон-Сименс-штрассе.

## История
Первоначально Хохфельд представлял собой заброшенное поле с плодородной лессовой почвой на высокой террасе Аугсбурга. Первоначально там размещали кладбища. Так, протестантское кладбище было заложено к югу от центра города на Хаунштеттерштрассе в 1534 году, а еврейское — в 1868 году между улицами Alter Postweg и Haunstettenstrasse. В 1884 году в недавно до этого построенных казармах Принца Карла был размещён 3-й пехотный полк «Принц Карл Баварский».

### XX век
Хохфельд не был заселён до строительства железнодорожного депо, построенного в 1902—1906 годах к востоку от железнодорожной линии Аугсбург-Линдау, открытой в 1847 году (как часть Юго-Северной железной дороги Людвига). Жилые дома были построены для чиновников и рабочих железных дорог, в дальнейшем началось строительство жилищных кооперативов.
С конца Первой мировой войны до 1923 года в городе были небольшие жилые дома и «Рёмерхоф», построенные городским строителем Отто Хольцером из-за явной нехватки жилья . Из-за плохой конструкции зданий они были снесены в 1964 и в 1995 годах и заменены новыми зданиями.

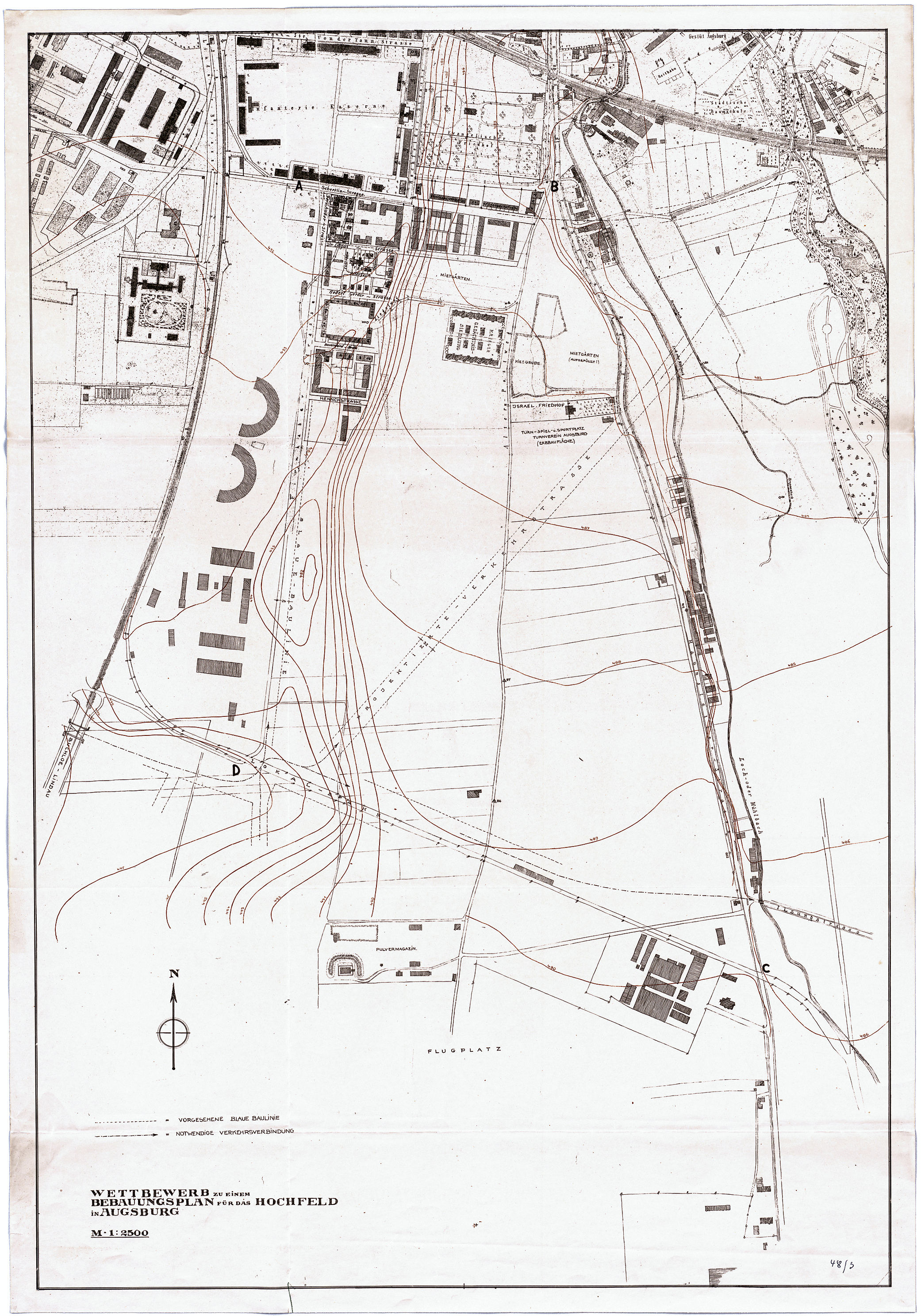
Аугсбург, полевая карта Хохфельда 1924 года.

На западе можно увидеть здания железнодорожного депо, а также первые крупные квартальные застройки на Фирнхаберштрассе и Шертлинштрассе. После экономического спада 1920-х годов было построено больше хорошо оборудованных особняков. Отдельного упоминания здесь заслуживает работы аугсбургского архитектора Готфрид Бёш. Одной из особенностей его бревенчатых домов является так называемый «аугсбургский эркер», небольшая треугольная деталь, выступающая из западного фасада, позволяющая лучше использовать естественное освещение и тем самым делая дома светлее и уютнее.

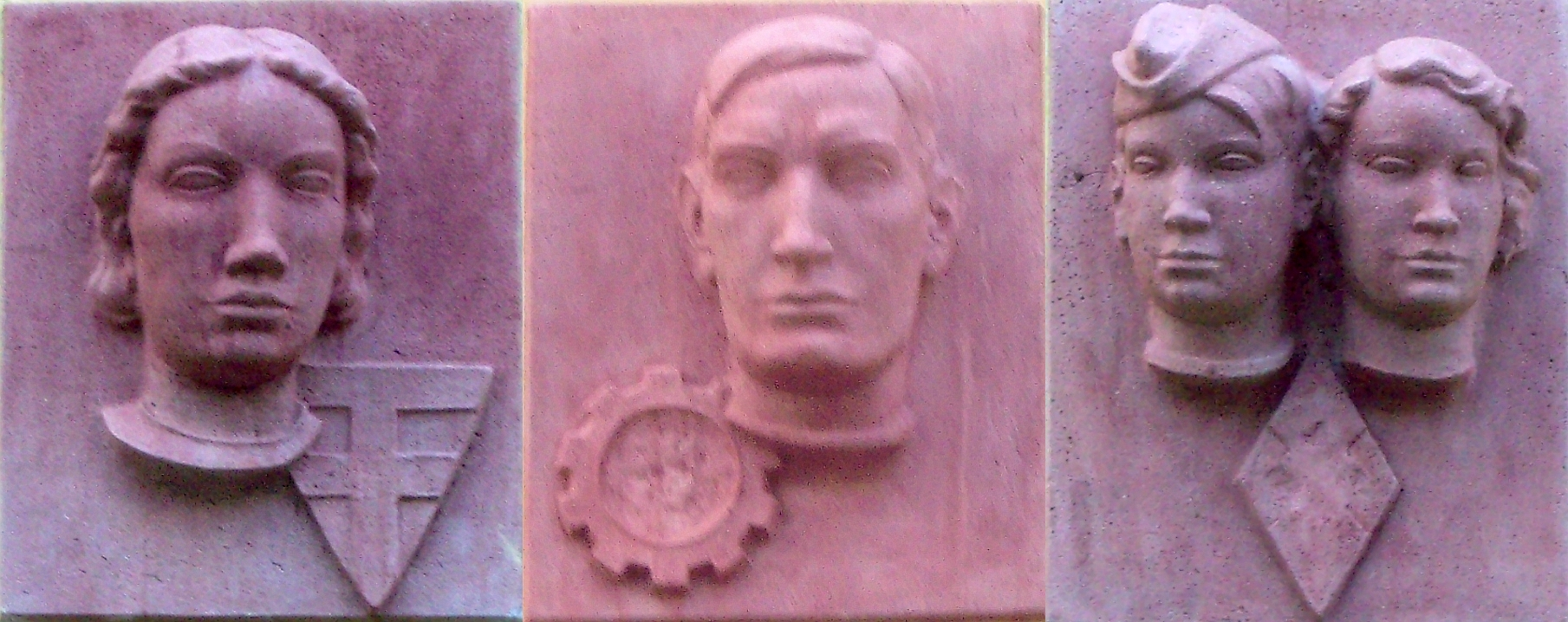
Компиляция трех горельефов на притолках в Аугсбург-Хохфельде, фон-Рихтгофен-штрассе, 24-34, построенных в 1936/37 году. На рельефах изображены символы Нацистского союза женщин, Немецкого трудового фронта и Гитлерюгенда, свастики с которых были удалены после 1945 года.

В постепенно разраставшемся Хохфельде в 1934 году образовался центр после строительства католической приходской церкви Святого Канисиуса по планам аугсбургского архитектора Фрица Кемпфа. Её краеугольный камень был заложен 8 октября 1933 года, освящена 16 сентября 1934 года.
В 1936/1937 годах на юге Хохфельда рядами были построены жилые дома для рабочих близлежащего баварского авиационного завода. Строительство 474 квартир было названо «социальным подвигом общества». Рельефы на дверных перемычках с пропагандистскими образами дают представление о преобладающем духе времени Названия улиц в честь пионеров авиации, таких как Август фон Парсеваль , Макс Иммельманн , Макс фон Мюльцер и Манфред фон Рихтгофен, до сих пор относятся к исторической авиационной промышленности Хохфельда.
После окончания Второй мировой войны, 15 мая 1945 года, американские оккупационные силы начали отселение из примерно 400 квартир, в которых до ноября 1951 года в образованном «лагере Балтийский Хохфельд» размещалось до 2500 вынужденных переселенцев из стран Балтии. В период с 1952 по 1957 год Хохфельд был самым быстрорастущим районом Аугсбурга благодаря дальнейшему развитию — например, жилым кварталам для молодых семей Вильгельма Вихтендаля или поселению жертв войны Вальтером Шмидтом. За это время население выросло с 6700 до 12200 человек.
В 1954 году была открыта школа Кершенштейнера (начальная и средняя школа). Евангелическая церковь Пауля Герхарда с детским садом была построена в 1962—1964 годах. С 1965 года на месте бывших спортивных площадок ТСВ Швабен Аугсбург и других клубов были построены профессиональное училище «Бебо-Вагер» и завод «Сименс» (сегодня «Сигма-Технопарк»). К востоку от Хаунштеттерштрассе был построен спортивный комплекс южного округа. В 1978 году Школа экономики Райшле и технический/профессиональный колледж разместились в новом комплексе зданий на юге района. Для снижения уровня молодёжной преступности в Хохфельде в 1979 году были размещены Гражданская кампания Хохфельда и общественный центр с молодежным клубом.
4 мая 1987 года в рамках своего визита в Германию Папа Иоанн Павел II открыл семинарию Св. Иеронима, построенную на Штауффенбергштрассе по проекту архитектора Александра Фрайхера фон Бранка. С 1996 года здесь также находится стадион Эрнста Ленера.

### XXI век
С 1998 года южное здание казармы князя Карла было переименовано в дворец князя Карла. Среди прочего, на этом месте, известном как Принц-Карл-Фиртель, были построены общественный центр региональной церковной общины, студенческое общежитие и центр престарелых. К 2020 году северное здание бывших казарм Принца Карла также было отремонтировано, а отсутствующее восточное крыло восстановлено.
В 2016 году были закрыты II отделение и следственный изолятор для несовершеннолетних исправительного учреждения Аугсбурга, который с 1945 года располагался в восточном районе в казармах Принца Карла на Хохфельдштрассе. В дальнейшем там появился третий кампус Аугсбургского университета прикладных наук.
Конкурс городского развития в 2002 году был призван выявить варианты преобразования участка Аугсбургского железнодорожного депо площадью около 23 гектаров, закрытого в конце 1998 года. Большая часть участка по-прежнему предназначена для использования железнодорожного сообщения, так что пока в северной части можно построить только студенческие общежития. Остальная часть участка лишь частично используется Bayerische Regiobahn, DB Regio , Stauden-Verkehrs-Gesellschaft и пользовались железнодорожным парком Аугсбурга; остальное заброшено и представляет собой промышленные пустоши.

## Транспортные артерии
Федеральная автомагистраль B 300 проходит к востоку и югу от высокого поля, а федеральная автомагистраль B 17 проходит на юго-запад вместе с B 300.
Местный общественный транспорт обслуживается двумя трамвайными линиями и одной автобусной линией, принадлежащей Augsburger Verkehrsgesellschaft, а также региональными автобусными линиями. Кроме того, остановки Haunstetter Straße , Messe и Morellstraße обеспечивают отличное сообщение в рамках Deutsche Bahn.